# Cacamatzin
Cacamatzin (także Cacama) (ur. ok. 1499 zm. 30 czerwca 1520) – ostatni władca (tlatoani) Texcoco, panujący od 1515 roku do swej śmierci.

## Życiorys
Urodził się około 1499 roku i był synem poprzedniego tlatoani azteckiego miasta Texcoco – Nezahualpilliego. Gdy ten zmarł w 1515 roku Cacamatzin za zgodą Montezumy II (jego siostrzeńca) przejął po nim władzę. W 1519 roku (już po masakrze w Choluli) do rządzonych przez niego ziem przybyli konkwistadorzy dowodzeni przez Hernána Cortésa. Cacamatzin przywitał ich serdecznie i uznał ich zwierzchność. Został schwytany przez Montezumę II i przekazany Hiszpanom (1519). Zginął 30 czerwca 1520 roku wraz z Montezumą II zabity przez Hiszpanów i na tron wstąpił po nim jego brat Coanacoch.